# Dernière danse
Dernière danse (Останній танець) — пісня французької співачки Аділи Седрая, випущена в якості першого синглу із її дебютного альбому Mini World, листопад 2013 року.

## Інформація
Сингл «Dernière danse» з'явився у продажу 13 листопада 2013 року. 4 грудня з'явився відеокліп до пісні. Кліп було знято в Парижі. Режисером відео був Сальвадор Бресоллет. До кінця 2014 року відео було переглянуто 150 мільйонів раз в YouTube. Також, в день прем'єри пісні було випущено відео зі словами пісні.
В травні 2023 року, пісня набрала понад 1 млрд. переглядів у YouTube.

## Список композицій
- Digital download[9]

1. «Dernière danse» — 3:32

## Нагороди та номінації
| Рік  | Премія           | Номінація              | Результат |
| ---- | ---------------- | ---------------------- | --------- |
| 2014 | NRJ Music Awards | Франкомовна пісня року | Номінація |

## Позиція у чартах
1 березня 2014 року, пісня очолила грецький хіт-парад та стояла на першому місці 13 тижнів.
| Чарт (2014)                          | Висока позиція |
| ------------------------------------ | -------------- |
| Австрія (Ö3 Austria Top 75)          | 72             |
| Бельгія (Ultratop Flanders)          | 5              |
| Бельгія (Ultratop Wallonia)          | 2              |
| Belgium Digital Songs (Billboard)    | 4              |
| Чехія (IFPI)                         | 24             |
| Чехія (Singles Digitál Top 100)      | 53             |
| Франція (SNEP)                       | 2              |
| Німеччина (Media Control AG)         | 47             |
| Greece Digital Songs (Billboard)     | 1              |
| Ізраїль (Media Forest)               | 1              |
| Lebanon Top 20                       | 3              |
| Польща (Polish Airplay Top 100)      | 3              |
| Словаччина (IFPI)                    | 14             |
| Словаччина (Singles Digitál Top 100) | 76             |
| Швейцарія (Media Control AG)         | 15             |
| Number 1 Top 40                      | 1              |